# Cacharela o Tres en Cunca
Cacharela o Tres en Cunca es el nombre de una variedad cultivar de manzano (Malus domestica). Esta manzana es originaria de Galicia, está cultivada en la colección de árboles frutales y banco de germoplasma de Mabegondo con el Nº 172; ejemplares procedentes de esquejes localizados en Santa María de Roo, parroquia del municipio de Noya (La Coruña).

## Sinónimos
- "Manzana Cacharela o Tres en Cunca",[4][5]
- "Maceira Cacharela o Tres en Cunca".

## Características
El manzano de la variedad 'Cacharela o Tres en Cunca' tiene un vigor vigoroso. Tamaño grande y porte erguido.
Época de inicio de brotación a partir del 26 de abril y de floración a partir del 23 de mayo.
Las hojas tienen una longitud del limbo de tamaño medio, con la máxima anchura del limbo es ancha. Longitud de las estípulas es media y la máxima anchura de las estípulas es media. Denticulación del borde del limbo es serrado, con la forma del ápice del limbo acuminado y la forma de la base del limbo es obtuso. Con subestípulas presentes.
Sus flores tienen una longitud de los pétalos es corta, con una anchura de los pétalos media, disposición de los pétalos en contacto entre sí, con una longitud del pedúnculo media.
La variedad de manzana 'Cacharela o Tres en Cunca' tiene un fruto de tamaño medio, de forma oblongo-cónica, de color amarillo, sin chapa. Epidermis de textura desigual, con pruina en su superficie y con presencia de cera débil. Sensibilidad al "russeting" (pardeamiento áspero superficial que presentan algunas variedades) muy poco sensible. Con lenticelas de tamaño pequeño.
Los sépalos están dispuestos de forma erectos, y variable en su base; su fosa calicina es profunda y de una anchura media. Pedúnculo de grosor medio y de longitud medio, siendo la cavidad peduncular de una profundidad media y de anchura estrecha. Con pulpa de color crema, cuya firmeza es intermedia y su textura intermedia; su jugosidad es intermedia, con sabor de acidez débil, y poco aromática, anisado.
Época de maduración y recolección desde el 1 de octubre. 'Cacharela o Tres en Cunca' es una manzana que su destino es la conservación de esta variedad en el banco de germoplasma de Mabegondo como reserva genética.

## Susceptibilidades
- Oidio: ataque débil
- Moteado: no presenta
- Raíces aéreas: no presenta
- Momificado: no presenta
- Pulgón lanígero: no presenta
- Pulgón verde: ataque medio
- Araña roja: no presenta
- Chancro del manzano: ataque débil.[3]